# Pteris grevilleana
Pteris grevilleana är en kantbräkenväxtart som beskrevs av Nathaniel Wallich och Agardh. Pteris grevilleana ingår i släktet Pteris och familjen Pteridaceae. Utöver nominatformen finns också underarten P. g. ornata.